# Садыков, Талиб Садыкович (партийный деятель)
Талиб Садыкович Садыков (1920 — после 1985) — советский узбекский хозяйственный и государственный деятель.

## Биография
Родился в 1920 году. Член КПСС.
С 1941 года — на хозяйственной, общественной и политической работе. В 1941—1985 годы — токарь, начальник цеха завода «Ташсельмаш», директор Ташкентского завода «Подъемник», первый секретарь Ленинского районного комитета Коммунистической партии Узбекистана города Ташкент, заместитель начальника Управления местной промышленности при Совете Министров Узбекской ССР, председатель Чиланзарского районного исполнительного комитета, первый секретарь Октябрьского, Чиланзарского районных комитетов партии.
Избирался депутатом Верховного Совета Узбекской ССР 5, 6, 7, 8, 9, 10-го созывов (1959—1984). Делегат XXIII съезда КПСС.
Умер после 1985 года.